# Kokna
Kokna (Koczynka, Kokawka) – rzeka w województwie zachodniopomorskim, prawy dopływ Drawy. Długość 23,9 km, powierzchnia zlewni 142,4 km², przeciętny spadek 0,6‰.

## Przebieg rzeki
Rzeka ma źródła w lesie za wsią Gawroniec. Następnie płynie przez jezioro Ostrowiec (Ostrowieckie) i jezioro Dołgie. Kilka km za jeziorem Dołgie do Kokny uchodzi rzeka Rakoń.
Kokna wpada do Drawy poniżej wypływu z obszaru Drawskiego Parku Krajobrazowego (147,8 km biegu Drawy, ok. 3,5 km za mostem w Rzęśnicy)

## Jakość wód
W 2009 r. przeprowadzono badania jakości wód Kokny w punkcie 2,2 km od ujścia we wsi Darskowo. W ich wyniku oceniono elementy fizykochemiczne na II klasy, elementy biologiczne określono na II klasy, stan ekologiczny na dobry, a stan chemiczny na dobry. W ogólnej dwustopniowej ocenie stwierdzono dobry stan wód Kokny.

## Turystyka
Od jeziora Ostrowiec, poprzez jezioro Dołgie prowadzi do ujścia szlak kajakowy o długości 12,5 km. Szlak jest uciążliwy przede wszystkim ze względu na niewielką głębokość rzeki oraz zarastające koryto wierzby, choć jeszcze w 1977 określany był jako "łatwy". Na jego przebycie w obydwie strony doświadczonemu kajakarzowi wystarczy 1 dzień. Po prawej stronie ujścia Kokny, już na Drawie, przy drewnianym mostku, znajduje się pole biwakowe. Dopływ Kokny – Rakoń jest również szlakiem kajakowym (od jeziora Siecino 10,7 km), jednak uciążliwym z uwagi na płycizny i zwalone pnie drzew.
Szlak kajakowy:
- 12,5 km - droga Drawsko Pomorskie – Połczyn-Zdrój (między wsiami Borne i Ostrowice), na północnym brzegu jeziora Ostrowiec
- 11,4 km - wypływ rzeki z jeziora (Kokna nosi na tym odcinku lokalną nazwę Racza). Nieco dalej most.
- 10,5 km – rzeka wpływa do jeziora Dołgie. Na końcu jeziora zarośnięty wypływ.
- 5,7 km - most drogowy (Gronowo)
- 4,3 km - do Kokny uchodzi Rakoń
- 3,1 km – rzeka rozwidla się. Należy płynąć lewą odnogą. Nieco dalej most.
- 0,0 km - ujście Kokny do Drawy.

## Nazwa
W marcu 1949 roku wprowadzono urzędowo nazwę Kokawka, zastępując poprzednią niemiecką nazwę rzeki – Küchenfliess. W październiku 1949 r. wprowadzono urzędowo nazwę Kokna. W 2006 roku Komisja Nazw Miejscowości i Obiektów Fizjograficznych przedstawiła nazwę Kokna.